# Toma (miasto)
Toma – miasto położone w Burkinie Faso, w regionie Boucle du Mouhoun. Stolica prowincji Nayala. Ludność 14 277 mieszkańców (2013).